# Petrizzi
Petrizzi é uma comuna italiana da região da Calábria, província de Catanzaro, com cerca de 1.298 habitantes. Estende-se por uma área de 21 km², tendo uma densidade populacional de 62 hab/km². Faz fronteira com Argusto, Centrache, Chiaravalle Centrale, Gagliato, Montepaone, Olivadi, San Vito sullo Ionio, Satriano, Soverato.

## Demografia
| Variação demográfica do município entre 1861 e 2011                               |
|                                                                                   |
| Fonte: Istituto Nazionale di Statistica (ISTAT) - Elaboração gráfica da Wikipedia |